# (52768) 1998 OR2
(52768) 1998 OR2 is een planetoïde in een excentrische baan om de zon die als aardscheerder is geclassificeerd als potentieel gevaarlijk voor de aarde. Deze planetoïde – die tot de Amor-groep behoort – heeft een diameter van ongeveer 2 kilometer. Het werd op 24 juli 1998 ontdekt door astronomen van het NEAT-project in het Haleakala Observatory op Hawaï.
Het traject van de planetoïde is berekend tot en met het jaar 2197. De baan van het object is potentieel gevaarlijk op de tijdschaal van honderden, zo niet duizenden jaren.

## Nadering in 2020

Tijdsverloop van planetoïde 1998 OR2's door de ruimte op 9 april 2020

Op 29 april 2020 om 09:56 UTC heeft de planetoïde op een afstand van 0,042 AE – dat is 6,3 miljoen km – de aarde gepasseerd. De toen bekende naderingsafstand had een nauwkeurigheid van ongeveer 11 km.
1998 OR2 draait om de 3 jaar en 8 maanden om de zon op een afstand van 1,0 tot 3,7 AE. Hij kruist de aardbaan net niet. Zijn baan heeft een hoge excentriciteit van 0,57 en een helling van 6° ten opzichte van de ecliptica. Met zijn voldoende grote apsis is deze planetoïde ook geclassificeerd als een Mars-crosser, die de baan van de Rode Planeet kruist op 1,66 AE.